# Mahankal
Mahankal es un pueblo ubicado en el distrito de Katmandú, provincia de Bagmati, Nepal.

## Superficie
Cuenta con una superficie de 4,052 kilómetros cuadrados.

## Demografía
Datos hasta 2015
- Población: 41 441 habitantes.[1]
- Densidad de población: 10,227 habitantes por kilómetro cuadrado.[1]
- Población masculina: 21 255 (51,3%).[1]
- Población femenina: 20 186 (48,7%).[1]